# Dogma contro critica. Mondi possibili nella storia della scienza
Dogma contro critica. Mondi possibili nella storia della scienza è una raccolta di saggi che rappresentano l'intera filosofia di Thomas Kuhn pubblicati tra il 1963 e il 1993, due lettere di Paul Feyerabend a Kuhn e un saggio di Stefano Gattei che conclude l'opera.
L'intera opera ruota intorno ai nuovi concetti e alle nuove definizioni introdotte da Thomas Kuhn nel suo saggio più importante, La struttura delle rivoluzioni scientifiche.

## Edizioni
- Thomas Kuhn, Dogma contro critica. Mondi possibili nella storia della scienza, Paul Feyerabend, Stefano Gattei, Milano, R. Cortina, 2000, ISBN 88-7078-619-6.